# ブレア・デイム
ブレア・デイム（Blair Dame）は、カプコン、アリカの対戦型格闘ゲーム『ストリートファイターEX』シリーズ、ナムコ、アリカの対戦型格闘ゲーム『ファイティングレイヤー』、およびアリカの対戦型格闘ゲーム『ファイティングEXレイヤー』に登場する架空の人物。

## 概要
ヨーロッパの大富豪の一人娘。プルム・プルナとは「世界お嬢様クラブ」での友人。ボディーガードにクラッカー・ジャックを指定してプルムと共に旅行することになったが、自身も格闘技を心得ている。
後ろに髪を一つにまとめたヘアスタイルで、ハイレグのレオタードを着用している。足技主体の連続攻撃の技を多く持つ。
アレン・スナイダーと共に『EX2』以降のシリーズに登場していないが、『ファイティングレイヤー』には登場している。
ブレアの設定については内容の異なる3種類のものが存在しており、それぞれ血液型などが食い違っている。『ゲーメスト』1997年11月30日号増刊『ギャルズアイランド5』で個人プロフィールが明かされた後、『ファイティングレイヤー』のオリジナルサウンドトラックで内容を変更した新たな個人プロフィールが明かされ、『ストリートファイターV』の公式ホームページ「シャドルー格闘家研究所」の「キャラ図鑑」にて再び内容を変更した新たな個人プロフィールが明かされた。
『ファイティングEXレイヤー』ではかつてのボディーガードであるジャックの行方を追っており、腕の良い探偵（ヴルカーノ・ロッソ）を雇い、彼の足取りを追ってアメリカに向かう。

## 各種技の解説

### 通常技
ここでは『ストEX PLUS α』での技名称を掲載。なお、立ち状態の遠近およびジャンプ状態の垂斜の区別はない。
| 操作     | 立ち                   | しゃがみ         | ジャンプ           |
| -------- | ---------------------- | ---------------- | ------------------ |
| 弱パンチ | 掌打                   | ジャブ           | ビューネジャブ     |
| 中パンチ | 肘打                   | ストレート       | ビューネストレート |
| 強パンチ | 裏拳                   | アッパー         | ビューネストレート |
| 弱キック | ハイサイドキック       | ローキック       | ライトキック       |
| 中キック | ミドルキック           | ローサイドキック | ライトキック       |
| 強キック | ローリングミドルキック | ローリングキック | ブレアキック       |

### 投げ技
ネックスルー
相手を担いだ後抑え込むようにして後方に叩き付ける。首投げに似ている。
掴み膝キック
顔面に膝を叩き込んでから飛び膝蹴りをかます。ボタン連打で回数を増やせる。

### 特殊技
手刀（てがたな）
『EX』シリーズと『EXレイヤー』で実装。踏み込んで出す水平チョップ。
ステップサイドキック
『EX』シリーズと『ファイティングレイヤー』で実装。踏み込んで出す横蹴り。
サイドステップ
『ファイティングレイヤー』で実装。軸ずらし技。
ライトニングソード
『EXレイヤー』で実装。ストレートを繰り出す。
トリックキック / スイートトラップ
『EX』シリーズでのガードブレイクおよび『ファイティングレイヤー』でのハードアタック。後ろを向きながら跳ねて裏蹴りを放つ。
『EXレイヤー』で技名が変更された。

### 必殺技
シュートアッパー
前進しながら、アッパーを2回繰り出す。
スライディングアロー
スライディングキック。地上にいる相手にヒットすると、足を引っ掛けて相手を倒す打撃投げ技に移行する。
ライトニングニー
飛び膝蹴りと蹴りを連続で繰り出す技。『ファイティングレイヤー』のみ「掴み膝キック」からの派生技。
シュートキック
連続でキックを繰り出していく。連続入力で最大3回まで出せる。
クレセントキック
『ファイティングレイヤー』で実装。空中で出すサマーソルトキック。

### スーパーコンボ/バレッジブロウ
ミラージュコンボキック
『EX』シリーズと『EXレイヤー』でのスーパーコンボ。前進しながらパンチとキックを繰り出し、相手を蹴り飛ばす。
スピンサイドシュート
全作品で実装。連続でキックを繰り出す。最後のかかと落としが地上にいる相手にヒットすると、固め技を決める。
フェアリーギフト
『ファイティングレイヤー』でのバレッジブロウ。体を回転させて、キックをヒットさせていく。弱と強のパンチボタンを交互に押していくと、ヒット数が増える。
フェアリースピア
『EXレイヤー』でのスーパーコンボ。急降下しつつ、多段ヒットするきりもみキックを放つ。

## 登場作品
- 対戦型格闘ゲーム
  - 『ストリートファイターEX』シリーズ
    - 『ストリートファイターEX』
    - 『ストリートファイターEX plus』
    - 『ストリートファイターEX plusα』

  - 『ファイティングレイヤー』
  - 『ファイティングEXレイヤー』

## 担当声優
- 橘ひかり（『ストリートファイターEX』シリーズ、『ファイティングレイヤー』）
- 田辺留依（『ファイティングEXレイヤー』）